# Печерні міста Інкермана
Пече́рні міста́ Інкерма́на — комплекс штучних печер поблизу Інкермана.

## Загальний опис

Панорама Інкерманського монастиря

Печерний храм в ім'я святого Мартина Сповідника в Інкермані

Долина Чорної річки поблизу її впадіння у Велику Севастопольську бухту була заселена в стародавні часи. Про це свідчать системи печер, споруджені в прямовисних скелях по обох берегах річки. Їх виникнення пов'язують з «троглодитами» античних джерел — кімерійцями та таврами. Припускають, що вже в часи античного Херсонеса тут існувало печерне укріплення. У VI ст. візантійці за сприяння місцевого населення збудували охоронну фортецю, яка пізніше на італійських картах мала назву Каламіта, на турецьких — Інкерман (печерна фортеця).
Архітектура гірничих виробок викликала захоплення мандрівників. Автор «Книги подорожей» Евлія Челебі так передав свої враження від печер Інкермана: «В піднебесних скелях з обох боків долини, серед яких лежить це зруйноване передмістя, розташовані різноманітні, розташовані ярусами печери, з висіченими в скелях нішами… Ці печери єдині в своєму роді, бо виглядають так, мовби вийшли з-під кирки крушителя скель Ферхада. При спогляданні їх людина від подиву й захоплення прикладає палець до вуст! З волі Аллаха для тодішніх людей тверде каміння було іграшкою, вони дробили ці скелі протягом однієї миті, наче різали сир, і таким чином спорудили різні, які тільки бажали, палаци, помешкання й зали. З усього цього видно, що Інкерман у давні часи був величезним містом, та й тепер тільки Аллах знає, скільки там печер. Місто це тому й називається Інкерман, що на мові татарській „ін“ означає „печера“».
Місця, де було багато печер, привертали увагу ранніх християн. Їх приваблювала можливість жити простим духовним життям далеко від великих міст і спокус цивілізації. Потребам чернецтва відповідала близькість до природи, тяжка праця (у тому числі пов'язана з будівництвом печер), аскетичні умови життя, незалежність від можновладців. Таким чином з поширенням християнства кримські печери знову залучаються до кругообігу історії. У перші віки н. е. каменоломні поблизу Інкермана були місцем заслання християн. 94 року імператор Траян вислав сюди третього після апостола Петра римського єпископа (папу) Климента, відомого як автора «Послання до Коринфян» з «Діянь апостолів». За переказами (збереглося давнє «Житіє святого Климента»), єпископ сам висік в скелі перший печерний храм, де продовжував проповідувати християнську віру. За наказом імператора святий Климент був утоплений у теперішній Козацькій бухті.
У 649—655 роках в Інкермані перебував на засланні римський папа Мартін, який стояв в опозиції до візантійського імператора й патріарха. Тут він помер і був долучений церквою до лику святих.
У VIII ст. в Інкермані виникає печерний монастир, який існував майже тисячу років і занепав у XVIII ст. після виселення християн з Криму. У середині XIX ст. монастир був відновлений під іменами святих Климента й Мартіна. Проведено розширення, перебудова й упорядкування житлових приміщень і печерних храмів.

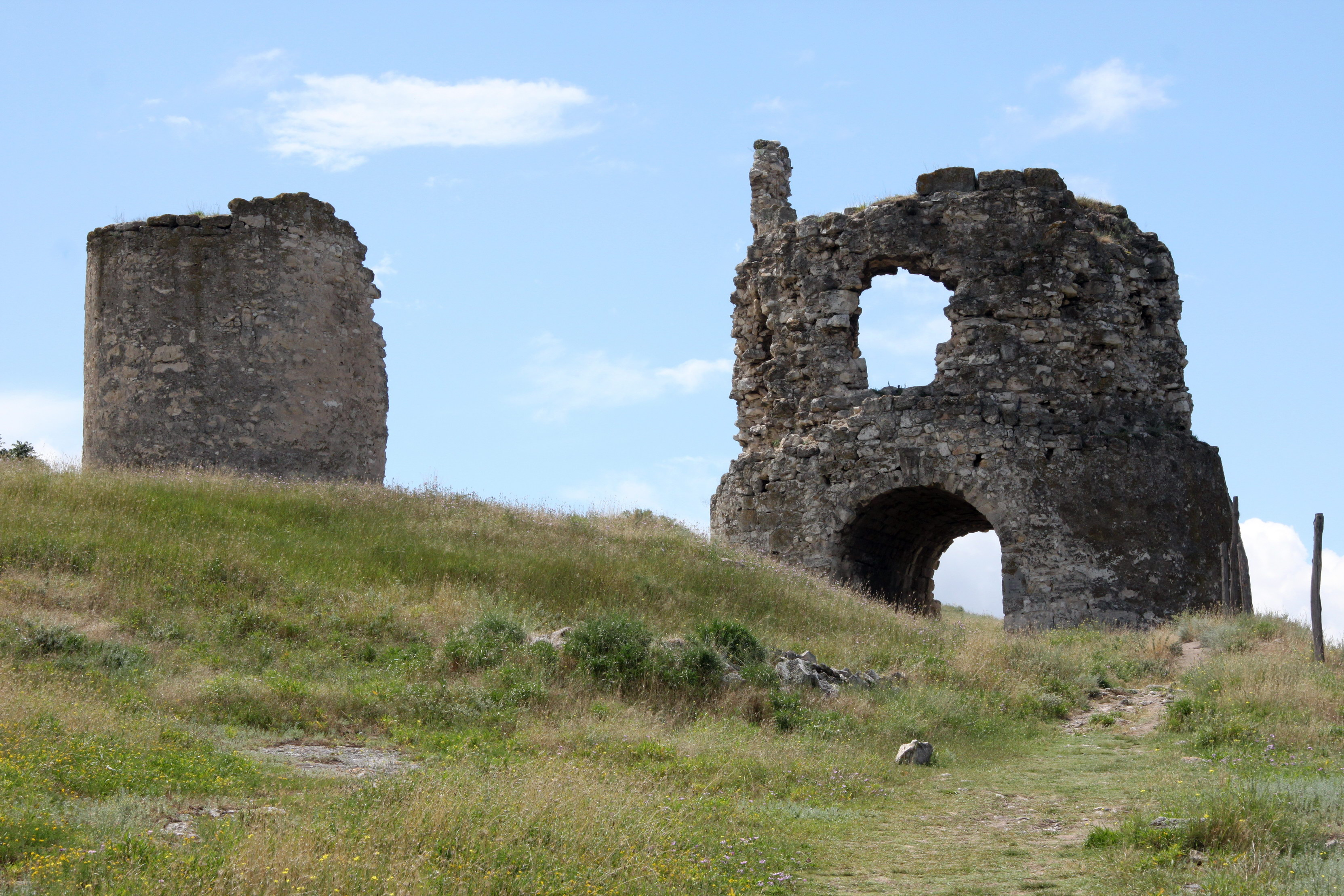
Фортеця Каламіта, башти № 1 та № 2

Цікавим фортифікаційним комплексом виглядають вежі й підземні каземати фортеці Каламіта (з грецької «добра пристань»). Наземні будівлі були споруджені в 1427 році й захищали торговий порт Мангупського князівства (князівство Феодоро). Порт був у спільному володінні з кримськими татарами й протистояв генуезькій Кафі (Феодосії). З 1475 року — під владою турків.
Поряд з масштабним будівництвом підземних житлових комплексів і храмів (зараз нараховують близько 300 печер), гірничі традиції Інкермана відомі за розробкою місцевих вапняків, які використовували ще до нашої ери. Давні каменоломні дали назву будівельному матеріалу — інкерманському каменю (міцному білому вапняку), видобування якого не припинялося і в ХХ столітті.
Одним з найвідоміших місцевих гірничих об'єктів виступають знамениті інкерманські штольні (виробки великого перерізу), які в XIX—XX ст. слугували військовими складами й фортифікаційними спорудами Чорноморського флоту.
Значна частина їх підірвана в роки оборони Севастополя в XIX ст. та в період Другої світової війни, у деяких і зараз зберігаються небезпечні вибухові матеріали. Частину штолень з успіхом використовують для витримки відомих інкерманських сухих вин (завдяки природному підтриманню потрібної температури й вологості повітря).
Для тисяч туристів, які щорічно відвідують Інкерман, гірничі виробки різних часів і призначення — вражаючі пам'ятки гірничої праці, підземної архітектури та історичних подій, які тісно пов'язані між собою.